# Campeonato Mundial de Taekwondo de 2023
O Campeonato Mundial de Taekwondo de 2023 foi a 26ª edição do evento, organizado pela Federação Mundial de Taekwondo (WTF) entre 29 de maio a 4 de junho de 2023. A competição foi realizada no Baku Crystal Hall, em Baku, no Azerbaijão. Foram disputadas 16 provas com a presença de 921 taekwondistas de 144 nacionalidades, tendo como destaque a Coreia do Sul com 4 medalhas no total, sendo 3 de ouro. 

## Quadro de medalhas
O quadro de medalhas foi publicado. 
| Ordem | País                        | Medalha de ouro | Medalha de prata | Medalha de bronze | Total |
| ----- | --------------------------- | --------------- | ---------------- | ----------------- | ----- |
| 1     | Coreia do Sul               | 3               | 1                | 0                 | 4     |
| 2     | Turquia                     | 3               | 0                | 3                 | 6     |
| 3     | Croácia                     | 2               | 1                | 3                 | 6     |
| 4     | França                      | 2               | 0                | 0                 | 2     |
| -     | Atletas Neutros Individuais | 1               | 1                | 5                 | 7     |
| 5     | Grã-Bretanha                | 1               | 1                | 2                 | 4     |
| 6     | Irão                        | 1               | 0                | 2                 | 3     |
| 7     | Costa do Marfim             | 1               | 0                | 1                 | 2     |
| 8     | Hungria                     | 1               | 0                | 0                 | 1     |
| 8     | Itália                      | 1               | 0                | 0                 | 1     |
| 10    | Tailândia                   | 0               | 3                | 0                 | 3     |
| 11    | Espanha                     | 0               | 1                | 3                 | 4     |
| 11    | Uzbequistão                 | 1               | 0                | 3                 | 4     |
| 13    | Brasil                      | 0               | 1                | 1                 | 2     |
| 13    | China                       | 0               | 1                | 1                 | 2     |
| 13    | Jordânia                    | 0               | 1                | 1                 | 2     |
| 13    | México                      | 0               | 1                | 1                 | 2     |
| 17    | Taipé Chinesa               | 0               | 1                | 0                 | 1     |
| 17    | Sérvia                      | 0               | 1                | 0                 | 1     |
| 17    | Estados Unidos              | 0               | 1                | 0                 | 1     |
| 20    | Egito                       | 0               | 0                | 2                 | 2     |
| 21    | Austrália                   | 0               | 0                | 1                 | 1     |
| 21    | Colômbia                    | 0               | 0                | 1                 | 1     |
| 21    | Japão                       | 0               | 0                | 1                 | 1     |
| 21    | Noruega                     | 0               | 0                | 1                 | 1     |
| Total | Total                       | 16              | 16               | 32                | 64    |

## Calendário
| ● | Final |

| Data    | Seg 29 | Ter 30 | Qua 31 | Qui 01 | Sex 02 | Sáb 03 | Dom 04 |
| ------- | ------ | ------ | ------ | ------ | ------ | ------ | ------ |
| 54 kg   |        |        |        |        | ●      |        |        |
| 58 kg   |        | ●      |        |        |        |        |        |
| 63 kg   |        |        |        | ●      |        |        |        |
| 68 kg   | ●      |        |        |        |        |        |        |
| 74 kg   |        |        |        |        |        | ●      |        |
| 80 kg   |        |        | ●      |        |        |        |        |
| 87 kg   |        |        | ●      |        |        |        |        |
| + 87 kg |        |        |        |        |        |        | ●      |

| Data    | Seg 29 | Ter 30 | Qua 31 | Qui 01 | Sex 02 | Sáb 03 | Dom 04 |
| ------- | ------ | ------ | ------ | ------ | ------ | ------ | ------ |
| 46 kg   |        |        |        |        | ●      |        |        |
| 49 kg   |        |        | ●      |        |        |        |        |
| 53 kg   |        |        |        |        |        |        | ●      |
| 57 kg   | ●      |        |        |        |        |        |        |
| 62 kg   |        |        |        |        |        | ●      |        |
| 67 kg   |        | ●      |        |        |        |        |        |
| 73 kg   |        | ●      |        |        |        |        |        |
| + 73 kg |        |        |        | ●      |        |        |        |

## Medalhistas
Os resultados foram os seguintes.

### Masculino
| Evento                   | Ouro                                  | Prata                                       | Bronze                                       |
| Até 54 kg (detalhes)     | Park Tae-joon Coreia do Sul           | Hugo Arillo · Espanha                       | Omonjon Otajonov · Uzbequistão               |
| Até 54 kg (detalhes)     | Park Tae-joon Coreia do Sul           | Hugo Arillo · Espanha                       | Görkem Polat · Turquia                       |
| Até 58 kg (detalhes)     | Bae Jun-seo Coreia do Sul             | Georgi Gurtsiev Atletas Neutros Individuais | Mahmoud Al-Taryreh · Jordânia                |
| Até 58 kg (detalhes)     | Bae Jun-seo Coreia do Sul             | Georgi Gurtsiev Atletas Neutros Individuais | Adrián Vicente · Espanha                     |
| Até 63 kg (detalhes)     | Hakan Reçber · Turquia                | Banlung Tubtimdang · Tailândia              | Carlos Navarro · México                      |
| Até 63 kg (detalhes)     | Hakan Reçber · Turquia                | Banlung Tubtimdang · Tailândia              | Joan Jorquera · Espanha                      |
| Até 68 kg (detalhes)     | Bradly Sinden · Grã-Bretanha          | Jin Ho-jun Coreia do Sul                    | Matin Rezaei Irão                            |
| Até 68 kg (detalhes)     | Bradly Sinden · Grã-Bretanha          | Jin Ho-jun Coreia do Sul                    | Ulugbek Rashitov · Uzbequistão               |
| Até 74 kg (detalhes)     | Marko Golubić · Croácia               | Stefan Takov · Sérvia                       | Leon Sejranovic · Austrália                  |
| Até 74 kg (detalhes)     | Marko Golubić · Croácia               | Stefan Takov · Sérvia                       | Kadyrbech Daurov Atletas Neutros Individuais |
| Até 80 kg (detalhes)     | Simone Alessio · Itália               | Carl Nickolas · Estados Unidos              | Miguel Trejos · Colômbia                     |
| Até 80 kg (detalhes)     | Simone Alessio · Itália               | Carl Nickolas · Estados Unidos              | Seif Eissa · Egito                           |
| Até 87 kg (detalhes)     | Kang Sang-hyun Coreia do Sul          | Ivan Šapina · Croácia                       | Arian Salimi Irão                            |
| Até 87 kg (detalhes)     | Kang Sang-hyun Coreia do Sul          | Ivan Šapina · Croácia                       | Artsiom Plonis Atletas Neutros Individuais   |
| Mais de 87 kg (detalhes) | Cheick Sallah Cissé · Costa do Marfim | Carlos Sansores · México                    | Emre Kutalmış Ateşli · Turquia               |
| Mais de 87 kg (detalhes) | Cheick Sallah Cissé · Costa do Marfim | Carlos Sansores · México                    | Paško Božić · Croácia                        |

### Feminino
| Evento                   | Ouro                                       | Prata                              | Bronze                                       |
| Até 46 kg (detalhes)     | Lena Stojković · Croácia                   | Kamonchanok Seeken · Tailândia     | Ruka Okamoto · Japão                         |
| Até 46 kg (detalhes)     | Lena Stojković · Croácia                   | Kamonchanok Seeken · Tailândia     | Wang Xiaolu · China                          |
| Até 49 kg (detalhes)     | Merve Kavurat · Turquia                    | Panipak Wongpattanakit · Tailândia | Adriana Cerezo · Espanha                     |
| Até 49 kg (detalhes)     | Merve Kavurat · Turquia                    | Panipak Wongpattanakit · Tailândia | Bruna Duvančić · Croácia                     |
| Até 53 kg (detalhes)     | Nahid Kiani Irão                           | Zuo Ju · China                     | Shahd El-Hosseiny · Egito                    |
| Até 53 kg (detalhes)     | Nahid Kiani Irão                           | Zuo Ju · China                     | Tatiana Minina Atletas Neutros Individuais   |
| Até 57 kg (detalhes)     | Luana Márton · Hungria                     | Lo Chia-ling · Taipé Chinesa       | Maria Clara Pacheco · Brasil                 |
| Até 57 kg (detalhes)     | Luana Márton · Hungria                     | Lo Chia-ling · Taipé Chinesa       | Hatice Kübra İlgün · Turquia                 |
| Até 62 kg (detalhes)     | Liliia Khuzina Atletas Neutros Individuais | Caroline Santos · Brasil           | Aaliyah Powell · Grã-Bretanha                |
| Até 62 kg (detalhes)     | Liliia Khuzina Atletas Neutros Individuais | Caroline Santos · Brasil           | Feruza Sadikova · Uzbequistão                |
| Até 67 kg (detalhes)     | Magda Wiet-Hénin · França                  | Julyana Al-Sadeq · Jordânia        | Mari Nilsen · Noruega                        |
| Até 67 kg (detalhes)     | Magda Wiet-Hénin · França                  | Julyana Al-Sadeq · Jordânia        | Ruth Gbagbi · Costa do Marfim                |
| Até 73 kg (detalhes)     | Althéa Laurin · França                     | Rebecca McGowan · Grã-Bretanha     | Matea Jelić · Croácia                        |
| Até 73 kg (detalhes)     | Althéa Laurin · França                     | Rebecca McGowan · Grã-Bretanha     | Polina Khan Atletas Neutros Individuais      |
| Mais de 73 kg (detalhes) | Nafia Kuş · Turquia                        | Svetlana Osipova · Uzbequistão     | Bianca Walkden · Grã-Bretanha                |
| Mais de 73 kg (detalhes) | Nafia Kuş · Turquia                        | Svetlana Osipova · Uzbequistão     | Kristina Adebaio Atletas Neutros Individuais |

## Classificação por equipe
| Posição | Equipe          | Pontos |
| ------- | --------------- | ------ |
| 1       | Coreia do Sul   | 448    |
| 2       | Croácia         | 217    |
| 3       | Turquia         | 188    |
| 4       | Itália          | 140    |
| 5       | Costa do Marfim | 137    |
| 6       | Grã-Bretanha    | 134    |
| 7       | Espanha         | 114    |
| 8       | México          | 93     |
| 9       | Estados Unidos  | 70     |
| 10      | Uzbequistão     | 65     |

| Posição | Equipe       | Pontos |
| ------- | ------------ | ------ |
| 1       | Turquia      | 288    |
| 2       | França       | 256    |
| 3       | Croácia      | 187    |
| 4       | Hungria      | 136    |
| 5       | Irão         | 134    |
| 6       | Tailândia    | 115    |
| 7       | Grã-Bretanha | 111    |
| 8       | China        | 94     |
| 8       | Uzbequistão  | 94     |
| 10      | Brasil       | 89     |

## Países participantes
921 taekwondistas de 144 países participaram do campeonato.
| - Afeganistão (8) - Albânia (3) - Argélia (1) - Angola (4) - Andorra (1) - Argentina (7) - Austrália (16) - Áustria (3) - Azerbaijão (13) - Bahrein (4) - Bangladesh (1) - Barbados (1) - Bélgica (4) - Bolívia (1) - Bósnia e Herzegovina (8) - Botswana (2) - Brasil (16) - Bulgária (10) - Burquina Fasso (4) - Burundi (3) - Camboja (2) - Camarões (8) - Canadá (16) - Cabo Verde (3) - Chade (1) - Chile (6) - China (16) - Taipé Chinesa (16) - Colômbia (15) - Costa Rica (2) - Croácia (15) - Chipre (8) - Chéquia (6) - República Democrática do Congo (4) - Dinamarca (8) - Djibuti (1) - República Dominicana (2) - Equador (6) - Egito (12) - Estónia (4) - Essuatíni (2) - Etiópia (2) - Ilhas Feroé (1) - Finlândia (5) - França (10) - Polinésia Francesa (2) - Gabão (6) - Gâmbia (1) - Geórgia (6) - Alemanha (11) | - Gana (2) - Grã-Bretanha (11) - Grécia (16) - Guatemala (2) - Guiné-Bissau (1) - Guiana (1) - Haiti (10) - Hong Kong (6) - Hungria (8) - Índia (16) - Atletas Neutros Individuais (23) - Indonésia (2) - Irão (15) - Iraque (2) - Irlanda (6) - Ilha de Man (1) - Israel (10) - Itália (14) - Costa do Marfim (10) - Jamaica (1) - Japão (9) - Jordânia (10) - Cazaquistão (16) - Quênia (6) - Kiribati (1) - Kosovo (6) - Kuwait (2) - Quirguistão (8) - Letônia (2) - Líbano (8) - Lesoto (1) - Lituânia (3) - Luxemburgo (1) - Malawi (1) - Malásia (2) - Mali (9) - Martinica (1) - México (16) - Moldávia (3) - Mongólia (8) - Montenegro (3) - Marrocos (15) - Moçambique (4) - Nepal (8) - Países Baixos (5) - Nova Zelândia (4) - Nicarágua (2) - Níger (9) - Nigéria (4) - Macedônia do Norte (2) | - Noruega (4) - Paquistão (4) - Palestina (5) - Panamá (2) - Papua-Nova Guiné (1) - Peru (2) - Filipinas (9) - Polónia (11) - Portugal (13) - Porto Rico (14) - Catar (2) - Equipe refugiada (13) - República do Congo (2) - Roménia (7) - Ruanda (7) - San Marino (3) - Arábia Saudita (7) - Senegal (7) - Sérvia (11) - Serra Leoa (2) - Eslováquia (2) - Eslovênia (4) - Ilhas Salomão (2) - Somália (3) - Coreia do Sul (16) - Espanha (16) - Sri Lanka (2) - Sudão (2) - Suécia (10) - Suíça (1) - Síria (4) - Tailândia (8) - Tonga (2) - Trinidad e Tobago (2) - Tunísia (7) - Turquia (16) - Ucrânia (13) - Emirados Árabes Unidos (2) - Uruguai (2) - Estados Unidos (16) - Uzbequistão (13) - Venezuela (4) - Vietname (5) - Zimbabwe (1) |

## Participação da Rússia e da Bielorrússia
De acordo com as sanções impostas após a invasão russa da Ucrânia em 2022, os atletas de taekwondo da Rússia e da Bielorrússia não foram autorizados a usar o nome, bandeira ou hino da Rússia ou da Bielorrússia. Em vez disso, participaram como “Atletas Neutros Individuais (AIN)”, suas medalhas não foram incluídas no quadro oficial de medalhas. No geral, 23 atletas russos e bielorrussos foram autorizados a competir no evento como Atletas Neutros Individuais seguindo as recomendações do Comitê Olímpico Internacional, enquanto dois atletas russos (os campeões olímpicos de 2020, Maksim Khramtsov e Vladislav Larin) foram barrados devido ao seu apoio explícito à invasão. Mesmo assim, em protesto contra a participação de Atletas Individuais Neutros, a seleção ucraniana desistiu do campeonato. No geral, os Atletas Neutros Individuais conquistaram 1 medalha de ouro, 1 de prata e 5 de bronze: atletas da Rússia (Kristina Adebaio,Kadyrbech Daurov, Polina Khan, Liliia Khuzina e Tatiana Minina) conquistaram 1 medalha de ouro e 4 de bronze enquanto atletas da Bielorrússia (Georgi Gurtsiev e Artsiom Plonis) - 1 medalha de prata e 1 de bronze.